# Aire urbaine de Sully-sur-Loire

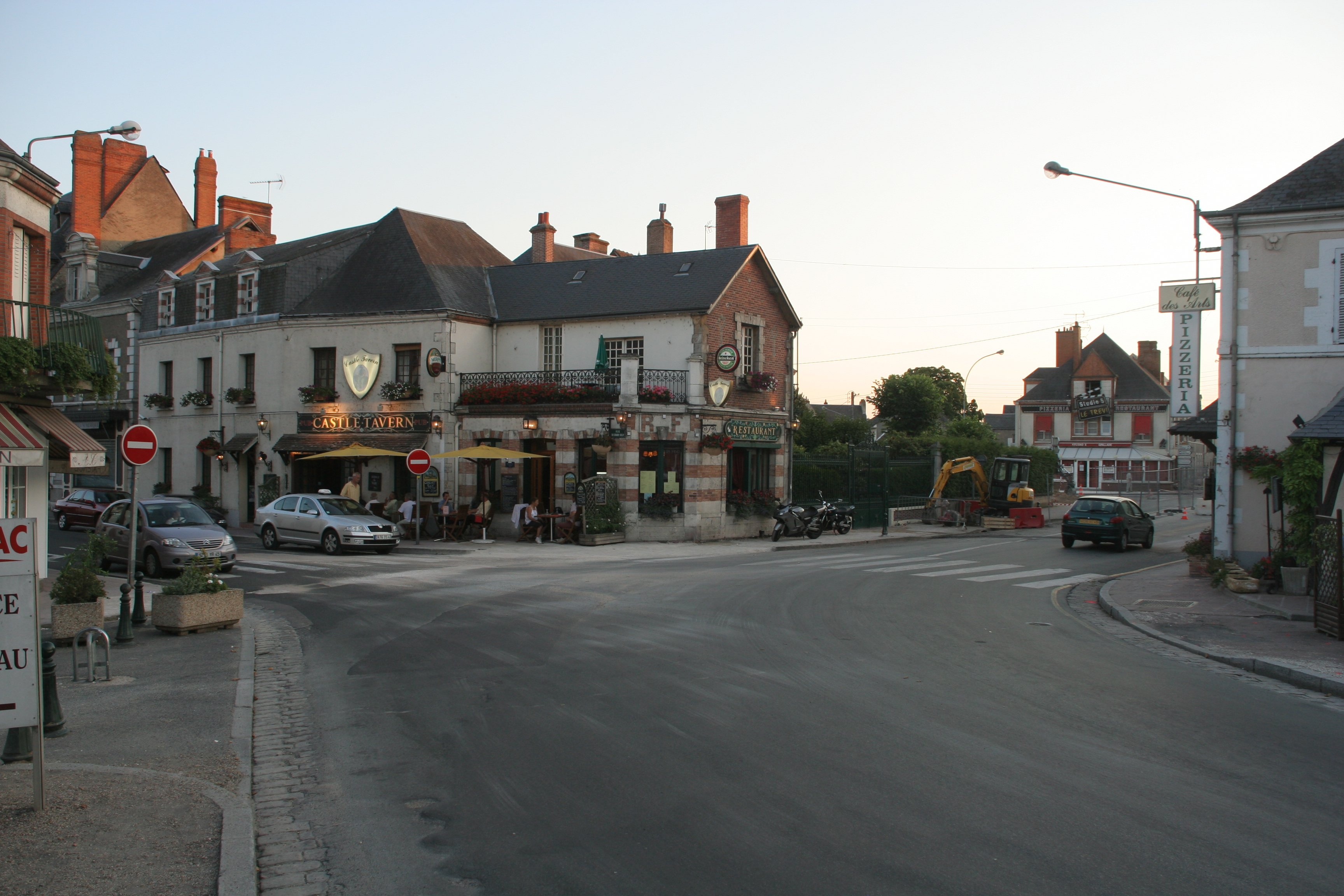
Sully-sur-Loire, centre de l'aire urbaine.

L’aire urbaine de Sully-sur-Loire est une aire urbaine française centrée sur la commune de Sully-sur-Loire dans le département du Loiret et la région Centre-Val de Loire.
D'après la définition qu'en donne l'Institut national de la statistique et des études économiques (INSEE), l'aire urbaine de Sully-sur-Loire constitue une « moyenne aire » c'est-à-dire « un ensemble de communes, d'un seul tenant et sans enclave, constitué par un pôle (unité urbaine) de 5 000 à 10 000 emplois, et par des communes rurales ou unités urbaines dont au moins 40 % de la population résidente ayant un emploi travaille dans le pôle ou dans des communes attirées par celui-ci ».
Elle comprend l'unité urbaine de Sully-sur-Loire. Les communes la constituant sont réparties entre les zones d'emploi de Gien et Orléans.
C'est l'une des sept aires urbaines du Loiret.

## Géographie
L'aire urbaine de Sully-sur-Loire est composée de huit communes, toutes situées dans le département du Loiret. Ses 12 454 habitants font d'elle la 5e aire urbaine du département.
Elle s'étend sur les régions naturelles du Val de Loire et de la forêt d'Orléans.
Le tableau suivant détaille la répartition de l'aire urbaine sur le département (les pourcentages s'entendent en proportion du département) :
| Département | Communes | Communes (%) | Superficie (km²) | Superficie (%) | Population (2008) | Population (%) |
| ----------- | -------- | ------------ | ---------------- | -------------- | ----------------- | -------------- |
| Loiret      | 8        | 2,4          | 177,86           | 2,6            | 12 454            | 1,9            |

### Démographie
La population de l'aire urbaine est en constante augmentation depuis 1968.
| 1968  | 1975  | 1982   | 1990   | 1999   | 2008   |
| ----- | ----- | ------ | ------ | ------ | ------ |
| 8 238 | 9 391 | 10 973 | 11 388 | 11 768 | 12 454 |

Pyramide des âges
Au recensement de 2008, la population comptait 6 345 femmes pour 6 109 hommes.
| Hommes | Classe d’âge | Femmes |
| ------ | ------------ | ------ |
| 0,3    | + 90         | 1,4    |
| 8,3    | 75-89        | 11,2   |
| 14,3   | 60-74        | 15,1   |
| 19,8   | 45-59        | 19,4   |
| 19,9   | 30-44        | 19,8   |
| 17,0   | 15-29        | 14,5   |
| 20,3   | 0-14         | 18,7   |

### Liste des communes
Voici la liste des communes de l'aire urbaine de Sully-sur-Loire, toutes situées dans le département du Loiret,.
| Code INSEE | Commune                  | Statut       | Canton                | Zone d'emploi | Superficie (km²) | Population (2008) | Densité moyenne (hab./km²) |
| ---------- | ------------------------ | ------------ | --------------------- | ------------- | ---------------- | ----------------- | -------------------------- |
| 45039      | Bonnée                   | Banlieue     | Ouzouer-sur-Loire     | Gien          | +0011,61         | +00 000676,       | +00058,2                   |
| 45042      | Les Bordes               | Banlieue     | Ouzouer-sur-Loire     | Gien          | +0024,02         | +00 000937,       | +00057,5                   |
| 45049      | Bouzy-la-Forêt           | Banlieue     | Châteauneuf-sur-Loire | Orléans       | +0037,47         | +0 0001 176,      | +00031,4                   |
| 45041      | Bray-en-Val              | Banlieue     | Ouzouer-sur-Loire     | Orléans       | +0022,32         | +0 0001 310,      | +00058,7                   |
| 45267      | Saint-Aignan-des-Gués    | Banlieue     | Châteauneuf-sur-Loire | Orléans       | +0003,84         | +00 000338,       | +00088,                    |
| 45268      | Saint-Aignan-le-Jaillard | Banlieue     | Sully-sur-Loire       | Gien          | +0024,31         | +00 000549,       | +00022,6                   |
| 45297      | Saint-Père-sur-Loire     | Banlieue     | Sully-sur-Loire       | Gien          | +0010,69         | +0 0001 044,      | +00097,7                   |
| 45315      | Sully-sur-Loire          | Ville-centre | Sully-sur-Loire       | Gien          | +0043,6          | +0 0005 668,      | +00130,                    |
|            | Total                    |              |                       |               | +0177,86         | +00012 454,       | +00070,                    |

## Administration
L'aire urbaine de Sully-sur-Loire appartient à l'arrondissement d'Orléans et s'étale sur les cantons de Châteauneuf-sur-Loire, d'Ouzouer-sur-Loire et de Sully-sur-Loire.